# ڣ
Le pa est une lettre de l'alphabet arabe utilisée dans l’écriture du tamoul arwi. Elle est composée d’un fāʾ ‹ ف › diacrité d’un point souscrit supplémentaire.

## Utilisation
Dans l’écriture du tamoul arwi avec l’alphabet arabe, ‹ ڣ › représente une consonne occlusive bilabiale sourde [p]. Celle-ci est représentée avec le pa ‹ ப › dans l’alphasyllabaire tamoul.